# Диого Лопес Пачеко
Диего Лопес Пачеко или Диого Лопес Пачеко (порт. Diogo Lopes Pacheco; ок. 1304—1393) — португальский дворянин (сеньор Феррейра-ди-Авиш, Пенела, Селорико да Бейра и Оливенса) и советник короля Португалии Афонсу IV.

## Семейное окружение
Он был сыном Лопе Фернандеса Пачеко (+ 1349), первого из его рода, достигшего большой значимости при королевском дворе, и его первой жены Марии Гомес Тавейра. Его бабкой и дедом по отцовской линии были Хуан Фернадес Пачеко и Эстефания Лопес де Пайва, а его бабкой и дедом по материнской линии были Гомес Лоренсу Тавейра и Каталина Мартинс. У него была сестра Виоланте Лопес Пачеко, 3 а также две сводные сестры, Гиомар и Изабель, дочери от второго брака его отца с Марией Родригес де Вильялобос.

## Жизнь
Впервые он появляется в документах в 1334 году. В качестве советника Афонсу IV он стал участвовать в политике во время династического конфликта с Королевством Кастилия, положившего начало междуцарствию 1383—1385 годов. Замешанный (вместе с советниками Педро Коэльо и Альваро Гонсалвешем) в заговоре, кульминацией которого стало убийство Инес де Кастро в 1355 году (любовница инфанта Педро, связанного с королями Кастилии), он был вынужден покинуть страну в 1357 году, чтобы не подвергся наказанию и поступил на службу к королю Кастилии Энрике II, у которого он был богатым сановником и главным нотариусом (1369). В 1367 году он был помилован королем Португалии Педру I, который вернул ему имущество в ответ на оказанные услуги. В 1371 году он играет ведущую роль дипломата в переговорах по Алкутимскому договору. Получил от короля Кастилии в 1375 году сеньорию Бехара. Он вернется в Португалию в 1384 году в поддержку Жуана I Португальского, магистра Ависского ордена, родоначальника Ависской династии.
Диего Лопес Пачеко скончался в 1393 году в возрасте 89 лет.

## Брак и потомство
В мае 1358 года он уже был женат на Жоане Васкес де Перейра, дочери Васко Гонсалвеша де Перейра и Инес Лоренцо де Акунья (Инес Лоренсу да Кунья). От этого брака родилось двое детей:
- Фернандо Лопес Пачеко, умерший раньше своего отца, мужа Катарины Родригес Рибейро
- Бранка Диас Пачеко, замужем за Хилем Васкесом де Резенде

У него было двое внебрачных детей:
- Жуан Фернандес Пачеко, узаконенный незадолго до того, как его отец основал майорат в свою пользу в 1389 году, что было подтверждено королем в мае 1392 года.
- Лопе Фернандес Пачеко, узаконенный 21 февраля 1392 года.